# Karl Joseph Franz Wolf von Wachtentreu
Karl Joseph Franz Wolf, seit 1840 Wolf von Wachtentreu, seit 1856 Freiherr, (* 3. September 1790 in Brüx; † 28. Dezember 1875 in Wien) war k. k. Feldmarschallleutnant, kommandierender General im Banat und Festungskommandant von Temeswar.

## Leben und Wirken
Als Sohn des k. k. Hauptmannes Joseph Wolf trat er 1805 in die kaiserliche Armee ein, in der er bis zum Hauptmann im Regimente Nr. 21 vorrückte. Am 29. Juli 1828 hat er sich mit Anna, geborene Matzak von Ottenburg, vermählt. Aus der Ehe gingen zwei Söhne Anton und Joseph sowie eine Tochter hervor.
Im Jahr 1838 wurde er zum Major im Infanterieregiment Nr. 42 erhoben, 1844 rückte er im Infanterieregimente Nr. 26, zum Oberstleutnant auf, 1846 war er Oberst und Kommandant des Infanterieregimentes Nr. 57, 1849 Generalmajor und Brigadier im 12. Armeecorps zu Temeswar und im November 1853 Feldmarschallleutnant und Festungscommandant daselbst. Aus dieser Stellung ging er in den 1860er Jahren in den Ruhestand, bis er als der älteste Veteran der kaiserlichen Armee im Alter von 85 Jahren starb.

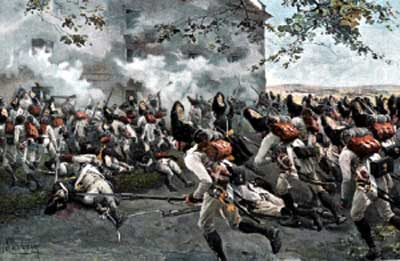
Schlacht bei Aspern

Am 22. Oktober 1840 wurde er aufgrund eines Offiziersprivilegs („Systemmäßiger Adel“) von Kaiser Ferdinand I. mit dem Prädikat „von Wachtentreu“ in den  erblichen österreichischen Adelsstand erhoben, „weil derselbe während einer mehr als 34jährigen ununterbrochenen Dienstleistung mit dem Degen und in der Linie die Feldzüge von den Jahren 1809, 1813, 1814 und 1815 mitgemacht und insbesondere bei Groß-Aspern in der Nacht vom 21. auf den 22. Mai 1809 durch standhafte Behauptung seines Postens, dann in den Schlachten bei Wagram und Znaim und in den Affairen bei Auerstädt sich bemerkbar gemacht, sowie auch bei dem Streifcorps nach der Einnahme von Langres wesentliche Dienste geleistet habe und in der Schlacht bei Brienne einer der ersten gewesen sei, die bei dem nächtlichen Sturme auf das Dorf la Rothière in dasselbe eindrangen“.
Als der Feldmarschallleutnant am 11. Oktober 1855 sein fünfzigstes Dienstjahr vollendet hatte, wurde er von Seiner Majestät dem Kaiser mit Diplom am 1. Februar 1856 in den österreichischen Freiherrenstand erhoben. Außerdem verliehen ihm die Städte Temeswar „für die tapfere Vertheidigung der Festung im Jahre 1849“ und Brüx in Erinnerung seines humanen Waltens während eines mehrjährigen Aufenthaltes in denselben das Ehrenbürgerrecht.
Wolf von Wachtentreu war von 1854 bis 1859 als Feldmarschallleutnant Festungskommandant von Temeswar und war ab 1859 Wirklicher Geheimer Rat.

## Wappen

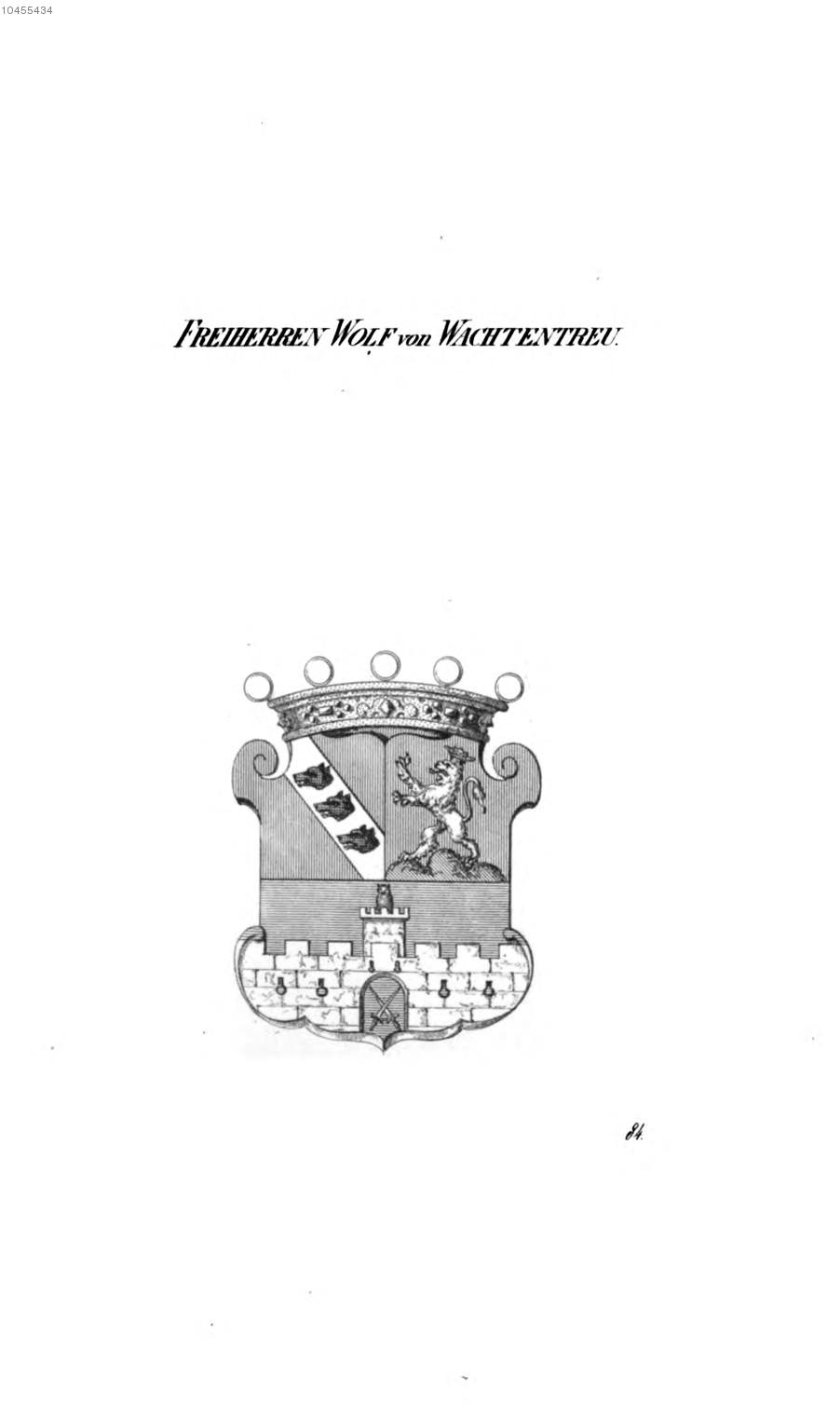
Das Wappen des Freiherren Wolf von Wachtentreu

Das Wappen des Freiherren Wolf von Wachtentreu ist ein halb senkrecht und quer geteilter Schild.
Das erste Viertel ist in Roth gehalten, auf dem ein mit drei schwarzen rechts aufwärts hintereinander gesetzten Wolfsköpfen belegter schrägrechter silberner Balken zu sehen ist.
Das zweite Viertel ist gleichfalls in Roth, auf grünem Hügel befindet sich ein golden gekrönter silberner Löwe.
Die untere Hälfte in Blau stellt eine aus dem Fußrand des Schildes sich erhebende, aus natürlichen Quadern errichtete Zinnenmauer mit gewölbter blauer Toröffnung dar, in der sich zwei mit den Spitzen aufwärts gekehrte blanke Schwerter kreuzen. Über dem Thor und zu beiden Seiten desselben sind zwei Schießscharten nebeneinander angebracht, und über der Mauer erhebt sich in der Mitte ein fünfzinniger Turm, auf dem eine Eule steht.
Auf dem Schild ruht die Freiherrenkrone, auf welcher drei gekrönte Turnierhelme sich erheben. Die Krone des ersten (rechten) zeigt einen einwärts gekehrten wachsenden Löwen, aus der des zweiten (mittleren) ragt ein eingebogener geharnischter Arm mit einem schräglinks gezückten Schwerte empor und aus der Krone des dritten (linken) wallen drei Straußfedern, eine silberne zwischen blauen, hervor.
Die Helmdecken des ersten und zweiten Helmes sind rot mit Silber, die des dritten blau gleichfalls mir Silber unterlegt.

## Auszeichnungen und Ehrungen
- 22. Oktober 1840, österreichischer Adelsstand mit dem Prädikat von Wachtentreu
- Ehrenbürger von Temeswar „für die tapfere Vertheidigung der Festung im Jahre 1849“
- Ehrenbürger von Brüx wegen „seines humanen Waltens während eines mehrjährigen Aufenthaltes“
- 1. Februar 1856, österreichischer Freiherrenstand